# Compañía de Ingenieros de Agua 601
La Compañía de Ingenieros de Agua 601 (Ca Ing Ag 601) es una subunidad independiente del arma de ingenieros del Ejército Argentino con asiento en la Guarnición de Ejército «Campo de Mayo» y bajo la dependencia orgánica de la Agrupación de Ingenieros 601.

## Ejercicios
En 2024 participó del ejercicio "Soberanía" realizado en la región noreste de la Argentina.

## Ayuda humanitaria

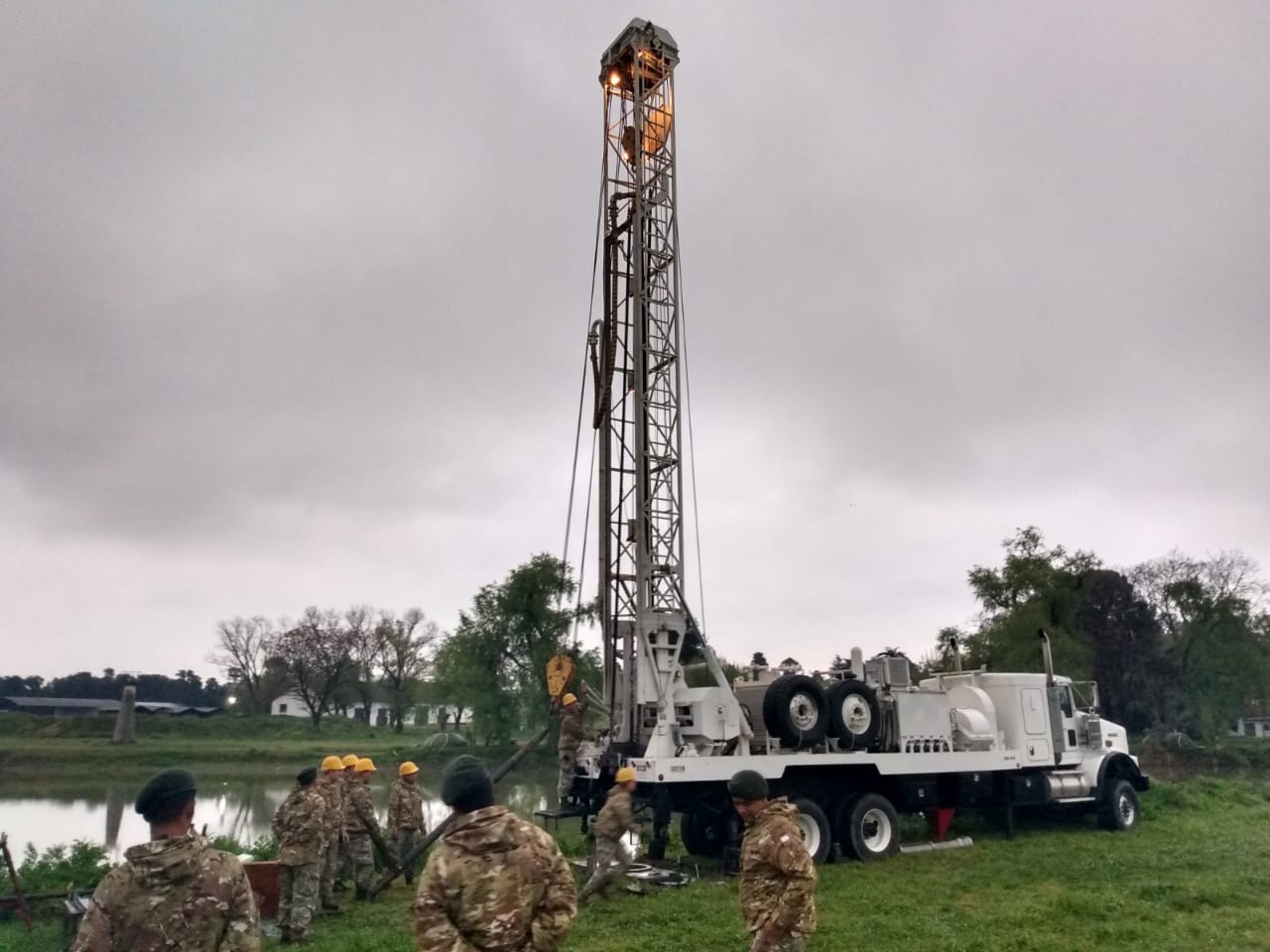
Camión con perforadora perteneciente a la Compañía de Ingenieros de Agua 601.

La Jefatura del Estado Mayor General del Ejército y el Gobierno de la provincia de Salta suscribieron a un convenio para la perforación de pozos y el abastecimiento de agua potable al Chaco salteño. A partir de diciembre de 2019 la Compañía de Ingenieros de Agua 601 realiza el cometido, con el apoyo del Batallón de Ingenieros de Montaña 5.
En diciembre de 2019 la Ca Ing Ag 601 se desplazó a Bolivia para prestar apoyo logístico a la lucha contra los incendios de la selva amazónica.
En febrero de 2020 la Ca Ing Ag 601 proporcionó potabilización de agua en la provincia de Salta, en colaboración con la V Brigada de Montaña.